# Jack Woodford
Jack Woodford pseudonimo di Josiah Pitts Woolfolk (Chicago, 1894 – 1971) è stato uno scrittore e editore statunitense autore di successo di romanzi  pulp e saggistica negli anni 1930 e 1940.
Fu scrittore ed editore all'inizio della sua carriera. La sua opera più famosa è il saggio Trial and error che causò uno scandalo, al momento della pubblicazione, a seguito delle sue affermazioni, senza esclusione di colpi, sul settore dell'editoria.

## Biografia
Nato Josiah Pitts Woolfolk, scrisse sotto lo pseudonimo di Jack Woolfolk il quale derivava dal nome di uno scrittore che ammirava (Jack Lait) e dalla contea in cui era nato suo padre (Contea di Woodford). Scrisse anche sotto gli pseudonimi di Gordon Sayre, Sappho Henderson Britt e Howard Hogue Kennedy.
Suo padre era un medico che aveva aperto uno studio privato a Sioux City, nello Iowa, spostandolo poi a Chicago. In seguito insegnò diagnosi al Rush Medical College, prima di morire a quarantanove anni, probabilmente da avvelenamento da mercurio. Il calomelano (cloruro mercuroso) era un farmaco comune all'epoca e sembra che ne usasse in eccesso. Woodford, sempre fisicamente vivace, pensava a suo padre come un ipocondriaco.
Crebbe a Chicago, quando la forma dominante di trasporto era la carrozza trainata da cavalli, in una  famiglia benestante e allevato dalla nonna Annette (gallese) che lui chiamava "Nettie". Essa era un membro praticante di cristianesimo scientista ma non fu in grado di portare Jack all'ovile. Nonostante il suo generale odio per la religione organizzata, Woodford entrò nella massoneria e ne rimase membro a vita.
Woodford assistette al disastro della "SS Eastland", una nave a vapore che si ribaltò sul fiume Chicago procurando la morte di 845 persone. Fornì un resoconto di prima mano al quotidiano di Chicago, Chicago American e descrisse l'evento nel capitolo 21 della sua autobiografia.
Tra i molti famosi personaggi contemporanei con cui Woodford fece amicizia, si ricordano Henry Louis Mencken, lo scrittore satirico James Branch Cabell, il romanziere Sherwood Anderson, il compositore George Antheil e il poeta Ezra Pound. Woodford scrisse un pezzo che venne pubblicato nel primo numero della rivista "Exile" di Pound. Accompagnò Winston Churchill quando l'ex primo ministro britannico visitò New York.
L'unica sua figlia, nata dal matrimonio con Josephine Hutchings Woolfolk, Louella Woolfolk (che scrisse con lo pseudonimo di Louella Woodford) era anche un'autrice che, all'età di 18 anni, scrisse un romanzo di 273 pagine intitolato Maid Unafraid pubblicato nel 1937 da Godwin. Woodford si era sposato il 20 novembre 1916 con la sedicenne Josephine Hutchings e divorziò da lei 17 anni dopo.
Negli anni 1930 Woodford fondò la Jack Woodford Press per la stampa di libri che vennero distribuiti da Citadel negli anni 1940. Negli anni 1940 il comitato editoriale dell'azienda era costituito da Allan Wilson e Aaron Moses ("Moe") Shapiro.